# Serolis gracilis
Serolis gracilis är en kräftdjursart som beskrevs av Frank Evers Beddard 1884. Serolis gracilis ingår i släktet Serolis och familjen Serolidae. Inga underarter finns listade i Catalogue of Life.